# Konurbation

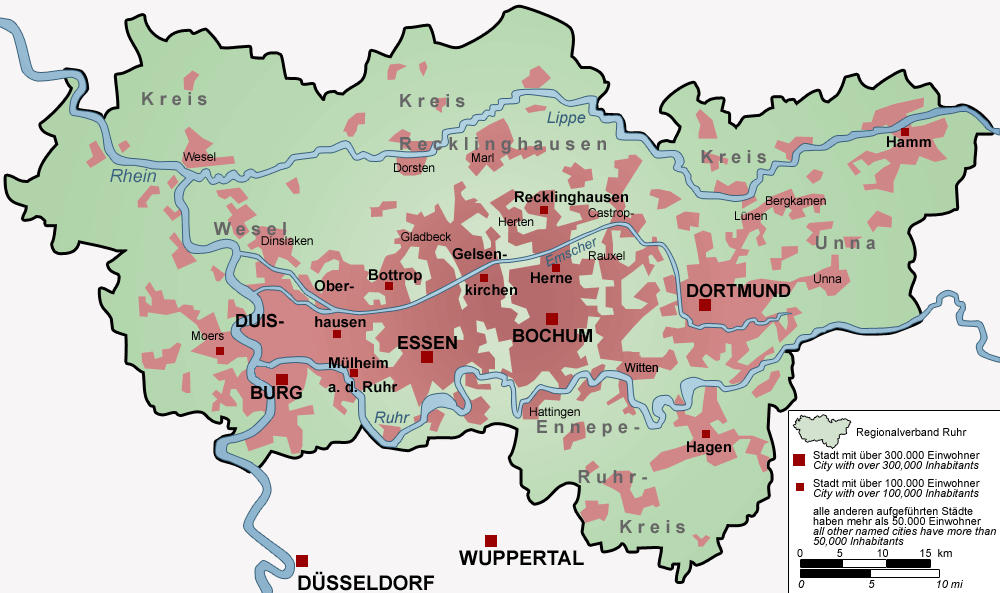
Konurbation Ruhrgebiet

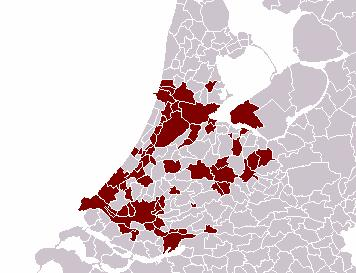
Konurbation Randstad

Eine Konurbation (englisch conurbation) ist ein städtischer Raum wie eine Agglomeration (Ballungsraum/Ballungsgebiet), verfügt aber über zwei oder mehrere Stadtkerne. Der Begriff wurde 1915 durch Patrick Geddes in seinem Buch Cities in Evolution zur Kennzeichnung der Agglomerationen in der englischen Region Lancashire geprägt.
Das Ruhrgebiet (auch Ruhr-Region oder Ruhrpott genannt) ist eine der größten Konurbationen Europas. Es liegt im Bundesland Nordrhein-Westfalen und erstreckt sich über eine Fläche von etwa 4 438 km² mit rund 5,1 Millionen Einwohnern (Stand: Ende 2023).
Die Region besteht aus mehreren Großstädten ähnlicher Größe – darunter Dortmund, Essen, Duisburg, Bochum, Gelsenkirchen und Oberhausen – die über die Jahrzehnte zu einem nahezu durchgehend urbanisierten Raum zusammengewachsen sind. Damit stellt das Ruhrgebiet eine klassische Konurbation dar, bei der kein dominierendes urbanes Zentrum existiert, sondern mehrere gleichgewichtige Städte eine polyzentrische Struktur bilden.
Geographisch liegt das Ruhrgebiet im zentral-nördlichen Teil Nordrhein-Westfalens. Es wird im Süden durch den Fluss Ruhr, im Norden durch die Lippe und im Westen durch den Rhein begrenzt. Die Region entwickelte sich im 19. und 20. Jahrhundert zu einem der wichtigsten Industriezentren Europas, insbesondere durch Kohlebergbau und Stahlproduktion.
Die Randstad ist die größte Konurbation Europas. Sie liegt im Westen der Niederlande und erstreckt sich über Teile der Provinzen Noord-Holland, Zuid-Holland, Flevoland und Utrecht. Zur Randstad gehören die urbanen Gebiete von zwölf Großstädten sowie weiterer Städte und Gemeinden mit einer Fläche von 5.129 Quadratkilometern. Sie macht 20 Prozent der Gesamtoberfläche der Niederlande aus, in diesem Ballungsgebiet wohnen aber mit ungefähr sieben Millionen Einwohnern mehr als 40 Prozent der niederländischen Bevölkerung.
Teesside und Black Country sind Konurbationen im Vereinigten Königreich.